# Милбари (Охајо)
Милбари (енгл. Millbury) град је у америчкој савезној држави Охајо.

## Демографија
По попису из 2010. године број становника је 1.200, што је 39 (3,4%) становника више него 2000. године.
| Група             | 2000.         | 2010.         |
| Белци             | 1.145 (98,6%) | 1.117 (93,1%) |
| Афроамериканци    | 0 (0,0%)      | 8 (0,7%)      |
| Азијати           | 2 (0,2%)      | 8 (0,7%)      |
| Хиспаноамериканци | 7 (0,6%)      | 58 (4,8%)     |
| Укупно            | 1.161         | 1.200         |